# Industrie minière

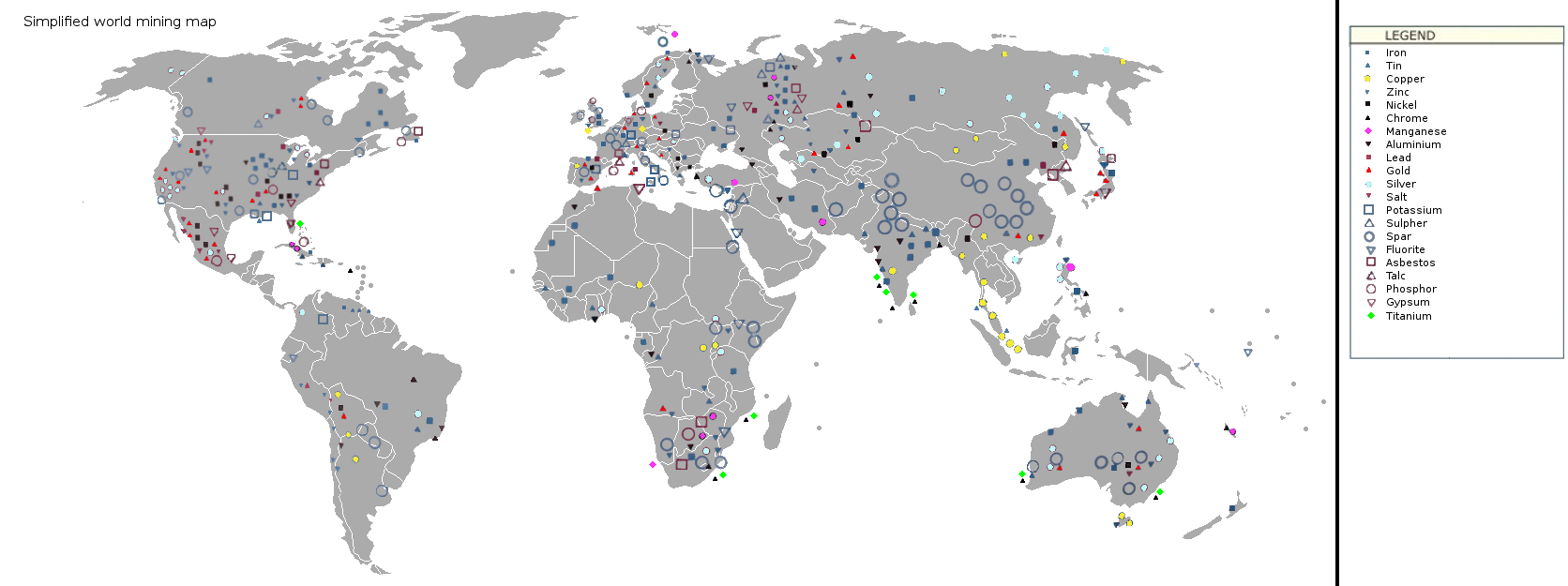
Carte simplifiée des grandes activités minières dans le monde.

L'industrie minière est le secteur économique qui regroupe les activités de prospection et d'exploitation de mines.
Elle concerne l'extraction des minéraux, de terres rares et des métaux dont le cuivre, le fer ou l'or. Son activité est cadrée dans la plupart des pays par un Code minier. Tous matériaux confondus, l'industrie est passée de 25 milliards de tonnes de matériaux extraits en 1970, à plus de 100 milliards de tonnes en 2020.
Elle est une source importante de revenus (directe et indirecte), mais également de pollution de l'eau, de l'air, des sols et des écosystèmes par les métaux. Elle exploite des ressources fossiles ou non-renouvelables aux échelles humaines de temps, en nécessitant d'importantes quantité d'énergie et parfois d'eau. Elle laisse des séquelles minières, que la législation demande dans un nombre croissant de pays de réduire, traiter et compenser au fur et à mesure de l'exploitation.

## Enjeux

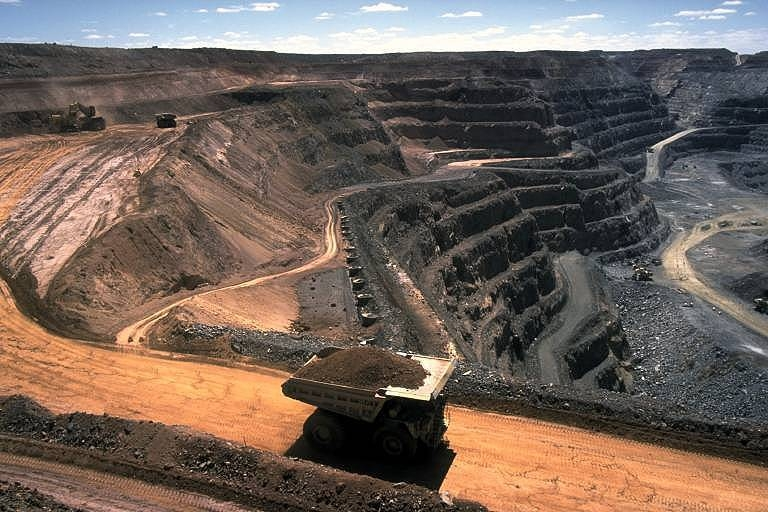
L'Industrie minière a fourni l'essentiel du charbon exploité depuis le début de la révolution industrielle (ici dans une mine à ciel ouvert). Elle doit faire face à une raréfaction des ressources facilement accessibles, et dans le cas du charbon au problème posé par les ressources fossiles en termes d'impacts sur le dérèglement climatique.

Cette industrie, dans un contexte de mondialisation et alors que certains secteurs sont déjà confrontés à une ressource qui se raréfie doit répondre à des demandes multiples et parfois contradictoires ;
- une demande de profit à court terme, de la part des actionnaires et des marchés
- une demande croissante de matière de la part notamment des industriels, du secteur de l'énergie (charbon..) et du BTP notamment,
- une demande de respect des principes de soutenabilité du développement et des équilibres géostratégiques.

Après avoir épuisé les gisements les plus facilement accessibles, et alors que la pression de la demande croit sur certains métaux ou terres rares, l'industrie minière doit souvent consommer plus d'énergie et parfois prendre plus de risques, tout en produisant souvent plus de déchets, et des déchets parfois plus "sales" pour extraire les ressources minérales du sol. Ou il faut aller les chercher plus loin, plus haut (en montagne dans les Andes par exemple) ou plus profondément sous la mer ou dans le sous-sol.
L'industrie minière est donc confrontée à de nouveaux enjeux de rentabilité et de soutenabilité, qui dépassent le seul champ de l'environnement et de la mitigation.
La demande sociale porte notamment sur l'esthétique et l'écologie du paysage, une réduction de la pollution et de ses effets, une bonne gestion des friches et des séquelles minières, de moindres impacts sur la santé publique et environnementale (santé des ouvriers, des riverains, etc.) et sur la santé des écosystèmes, le respect des droits des peuples autochtones et des profits mieux partagés avec les pays et communautés où se pratiquent les activités minières. Certains acteurs souhaitent un contrôle externe et indépendant, une meilleure gestion des droits sur les ressources minières qui sont de caractère non-renouvelable, et une justice environnementale

## Rôle économique
Elle est à la source de la production de nombreux biens d'équipements et de consommation.
En cela, les entreprises qui contrôlent cette activité jouent un rôle de poids dans l'économie mondiale. En 2007, la plus importante des entreprises de cette industrie est BHP Billiton.

## Modèle économique
Une tendance naturelle est de rechercher les métaux de grande valeur (or, platinoïdes...) ; La course à l'or le classe en tête des métaux les plus recherchés avec  47 % des dépenses mondiales d’exploration minière  ce taux peut être bien plus élevé dans certains pays (plus de 60 % au Québec en 2005 . La joaillerie serait encore le premier moteur de la demande mondiale pour l'or : plus de 80 % de l’or extrait chaque année est transformé en bijoux,.
Au XXIe siècle, l'industrie minière tend à intégrer celle de la métallurgie, rejoignant un  modèle économique approchant celui établi dans l'industrie du pétrole où un même acteur prospecte de nouveaux gisements, exploite les gisements connus, raffine la matière première et commercialise les produits finis.
Ainsi la concentration des entreprises dans cette industrie a mis en place des acteurs qui extraient et fabriquent des lingots de métal pur ou d'alliages.
Le cas du Canada : 75 % des sociétés mondiales d'exploration ou d'exploitation y ont leur siège social. Et près de 60 % de celles qui sont cotées sont enregistrées à la bourse de Toronto grâce à la législation de convenance (réglementaire et judiciaire) et le régime fiscal spécifique de ce pays pour ce secteur industriel. Le Canada a une politique proactive favorable à cette industrie. Il appuie ainsi politiquement et financièrement des sociétés minières canadiennes (telle Anvil Mining (en), First Quantum Minerals) dont certaines exploitent le sol africain et se rendent coupables d'abus (pillage, expropriation, évasion fiscale, corruption),.

## Principaux acteurs

### 2005
En 2005, les principales entreprises de production de minerais métalliques étaient les suivantes :

| Raison sociale    | Valeur de l'entreprise | Cumul des entreprises |
| ----------------- | ---------------------- | --------------------- |
| BHP Billiton      | 210 (26 %)             | 210                   |
| Vale              | 160 (20 %)             | 370                   |
| Rio Tinto         | 140 (17 %)             | 510                   |
| Anglo American    | 90 (11 %)              | 600                   |
| Xstrata           | 67 (<10 %)             | 667                   |
| Norilsk Nickel    | 59 (< 10 %)            | 726                   |
| Southern Copper C | 39 (< 5 %)             | 765                   |
| Anglo Plat        | 3 (< 5 %)              | 803                   |

### 2015
En Mai 2015, les principales entreprises dans le secteur minier étaient :
| Rang | Entreprise           | Pays                   | Valeur de l'entreprise (en milliards de $) |
| ---- | -------------------- | ---------------------- | ------------------------------------------ |
| 1    | BHP Billiton         | Australie/ Royaume-Uni | 119,5                                      |
| 2    | Rio Tinto            | Australie/ Royaume-Uni | 76,5                                       |
| 3    | China Shenhua Energy | Chine                  | 63,8                                       |
| 4    | Glencore-Xstrata     | Suisse                 | 54,9                                       |
| 5    | Vale                 | Brésil                 | 29                                         |